# Eurostat
O Gabinete de Estatísticas da União Europeia (Eurostat) é a organização estatística da Comissão Europeia que produz dados estatísticos para a União Europeia e promove a harmonização dos métodos estatísticos entre os estados membros.

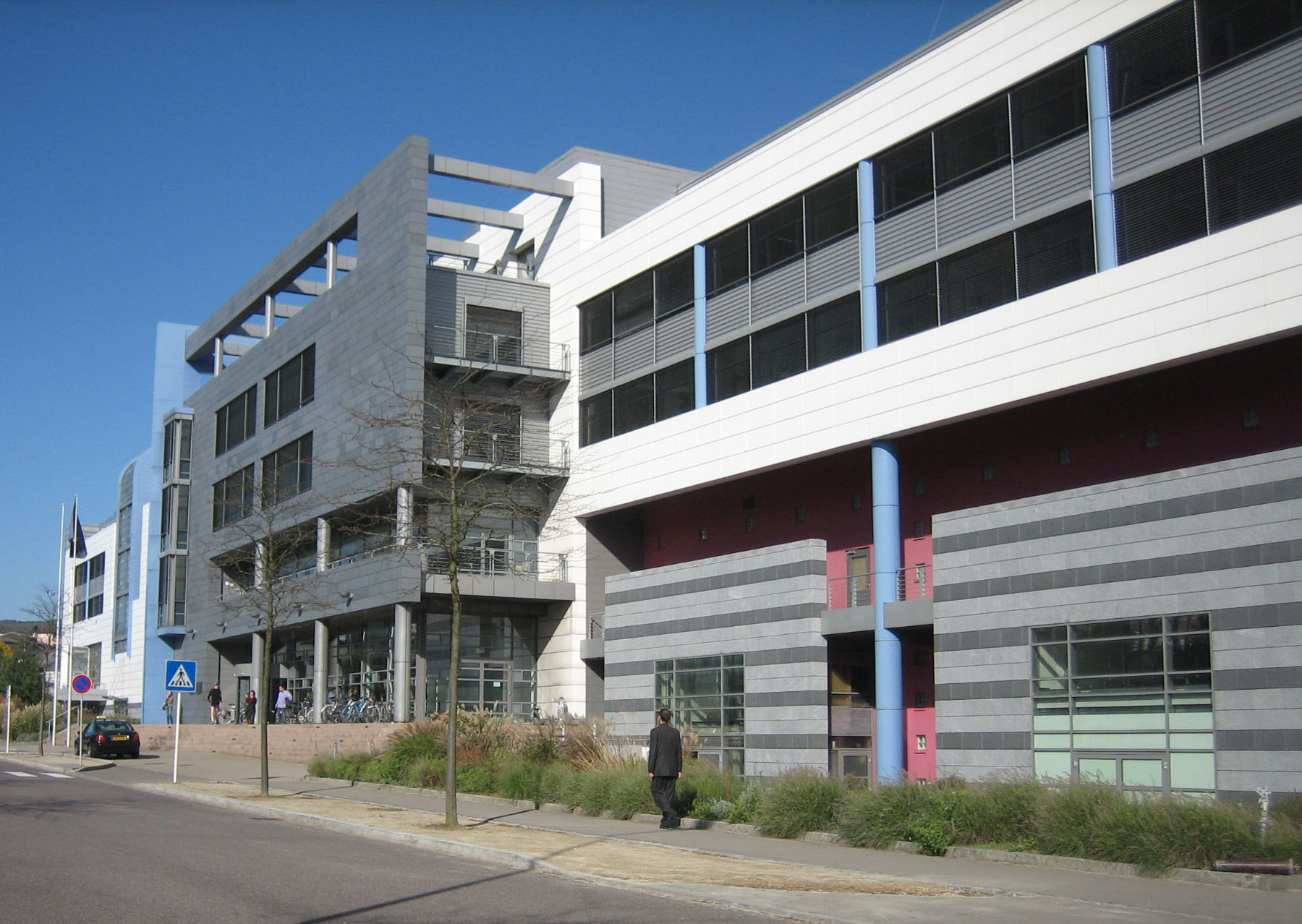
Edifício do Eurostat no Luxemburgo

Dois dos seus papeis particularmente importantes são a produção de dados macro-económicos que apoiam as decisões do Banco Central Europeu na sua política monetária para o euro, e os seus dados regionais e classificação (NUTS) que orientam as políticas estruturais da UE.
O Eurostat é uma das Direcções Gerais da Comissão Europeia e tem a sua sede no Luxemburgo. A sua Directora Geral actual é Mariana Kotzeva, e é assistida por 7 directores, cada qual com o seu sector de actividade dentro do Eurostat:
- Recursos
- Métodos Estatísticos
- Contas Nacionais e Europeias
- Estatísticas económicas e regionais
- Estatísticas agrícolas e ambientais; Cooperação Estatística
- Estatísticas Sociais e Sociedade da Informação
- Estatísticas das Empresas

## Organização temática
Os dados do Eurostat encontram-se divididos em 9 áreas temáticas principais e em 30 áreas subtemáticas. As áreas temáticas principais são:
- Estatísticas gerais e regionais
- Economia e finanças
- População e condições sociais
- Indústria, comércio e serviços
- Agricultura e pescas
- Comércio externo
- Transportes
- Ambiente e energia
- Ciência e tecnologia

## Diretores
| Nome                        | Nationalidade      | Mandato       |
| --------------------------- | ------------------ | ------------- |
| Rolf Wagenführ              | Alemanha Ocidental | 1952–1966     |
| Raymond Dumas               | França             | 1966–1973     |
| Jacques Mayer               | França             | 1973–1977     |
| Aage Dornonville de la Cour | Dinamarca          | 1977–1982     |
| Pieter de Geus              | Países Baixos      | 1982–1984     |
| Silvio Ronchetti            | Itália             | 1984–1987     |
| Yves Franchet               | França             | 1987–2003     |
| Michel Vanden Abeele        | Bélgica            | 2003–2004     |
| Günther Hanreich            | Áustria            | 2004–2006     |
| Hervé Carré                 | França             | 2006–2008     |
| Walter Radermacher          | Alemanha           | 2008–2016     |
| Mariana Kotzeva             | Bulgária           | 2017–presente |

## Ligações Externas
- Eurostat